# Jaguajir
Genre
Jaguajir est un genre de scorpions de la famille des Buthidae.

## Distribution
Les espèces de ce genre se rencontrent au Brésil, au Guyana et en Guyane.

## Liste des espèces
Selon The Scorpion Files (29/12/2020) :
- Jaguajir agamemnon (C. L. Koch, 1839)
- Jaguajir pintoi (Mello-Leitão, 1932)
- Jaguajir rochae (Borelli, 1910)

## Étymologie
Le nom du genre vient du tupi "jaguajira" signifiant "scorpion" ou "celui qui dévore".

## Publication originale
- Esposito, Yamaguti, Souza, Pinto da Rocha & Prendini, 2017 : « Systematic revision of the neotropical club-tailed scorpions, Physoctonus, Rhopalurus, and Troglorhopalurus, revalidation of Heteroctenus, and descriptions of two new genera and three new species (Buthidae, Rhopalurusinae). » Bulletin of the American Museum of Natural History, no 415, p. 1-134 (texte intégral).